# Zhongyuansaurus

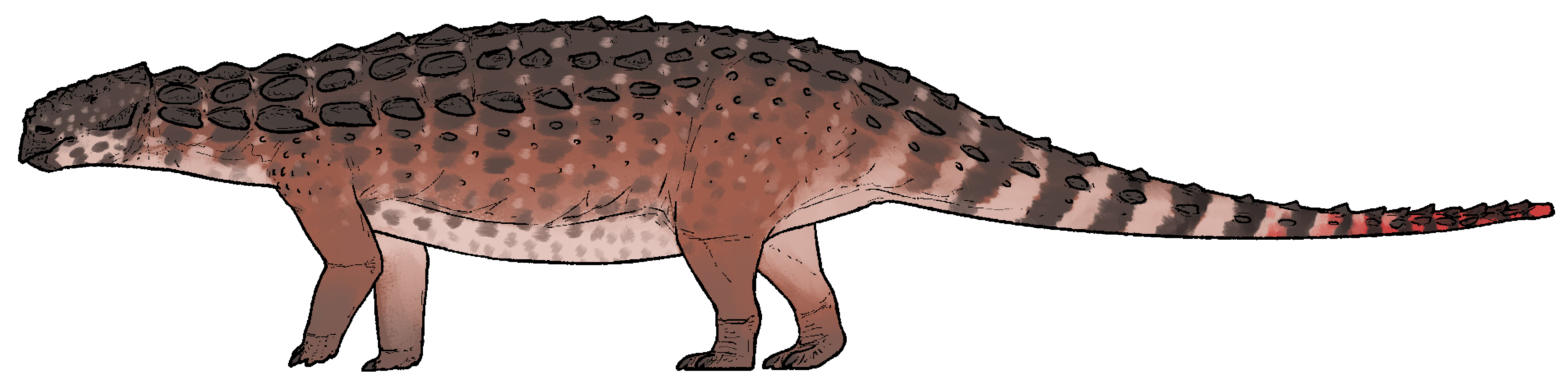
Zhongyuansaurus junchangi

Zhongyuansaurus is een geslacht van plantenetende ornithischische dinosauriërs behorend tot de groep van de Ankylosauria dat tijdens het Krijt (Albien-Cenomanien, ongeveer 100 miljoen jaar geleden) leefde in het huidige China. Er zijn twee soorten benoemd in het geslacht: Zhongyuansaurus luoyangensis en Zhongyuansaurus junchangi.

## Vondst en naamgeving
De typesoort Zhongyuansaurus luoyangensis is in 2007 benoemd en beschreven door Xu Li, Lü Junchang, Zhang Xingliao, Jia Songhai, Hu Weiyong, Zhang Jiming, Wu Yanhua en Ji Qiang. De geslachtsnaam verwijst naar de Zhongyuan, de "centrale vlakte" van de Gele Rivier. De soortaanduiding verwijst naar de rivier (yang) de Luo.

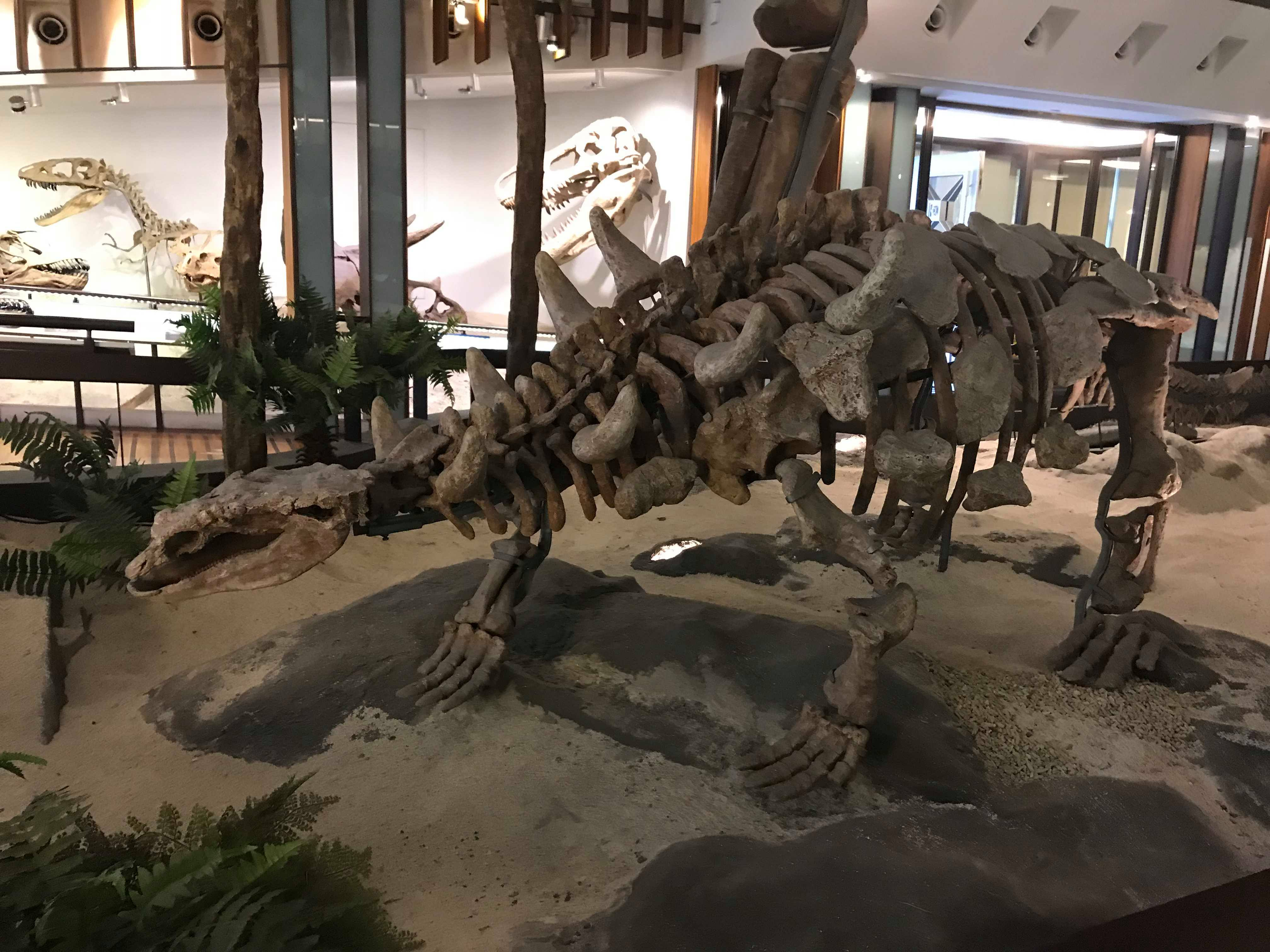
Zhongyuansaurus luoyangensis

De vondst, holotype HGM 41HIII-0002, gedaan in de Mangchuanformatie van de provincie Henan in de prefectuur Ruyang, bestaat uit delen van de schedel, een stuk onderkaak, een stuk halswervel, zes ruggenwervels, zeven voorste staartwervels, drie achterste staartwervels, zeven vergroeide wervels van het staartuiteinde, ribben, het linkeropperarmbeen, beide zitbeenderen, een schaambeen en osteodermen. Het betreft wellicht een onvolwassen dier.
In 2014 stelde Victoria Megan Arbour dat Zhongyuansaurus een jonger synoniem was van Gobisaurus die in lagen van vergelijkbare ouderdom is gevonden. Een mogelijk verschil is echter de aanwezigheid van een diepe, in plaats van een ondiepe, groeve die de praemaxillae op de bovensnavel scheidt, een kenmerk dat gedeeld wordt met Shamosaurus.
In 2025 werd door Zhang Jiming, Jia Lei, Xu Li, You Hailu, Gao Diansong, Liu Di, Li Yu en Wang Yanchao een tweede soort benoemd: Zhongyuansaurus junchangi. De soortaanduiding eert wijlen Lü Junchang. Het holotype is specimen 41HIII0708, een skelet in 2012 driehonderd meter ten oosten van het dorp Zhongwa gevonden in dezelfde lagen als de typesoort. Het omvat een rechteronderkaak, veertien "vrije" staartwervels, zeven staartwervels vergroeid tot een hendel van een staartknots, vier ribben, tien chevrons, het linkeropperarmbeen, een middenvoetsbeen en eenenveertig osteodermen van verschillende posities van het lichaam. De resten waren verspreid over een oppervlakte van negen vierkante meter.

## Beschrijving

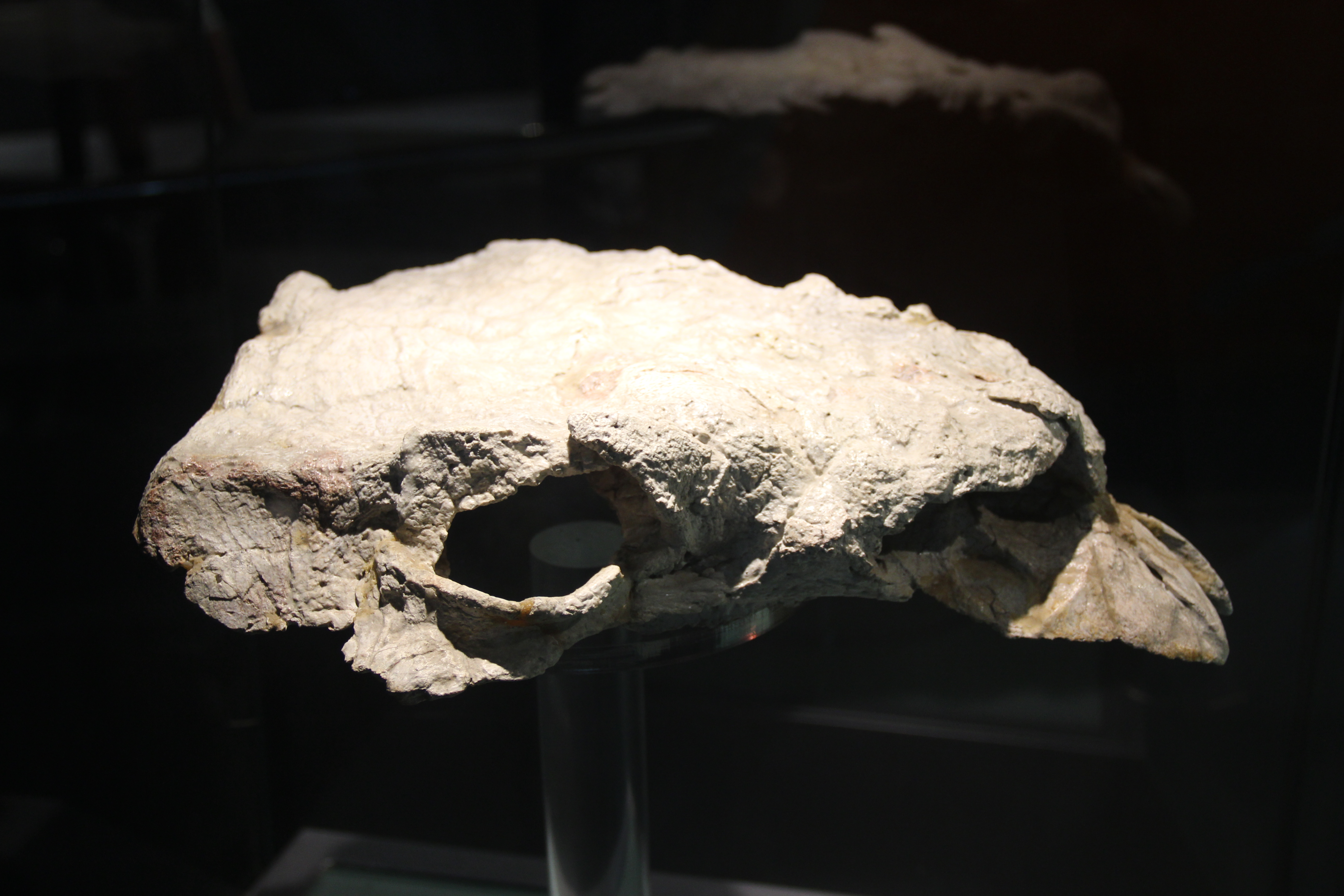
De schedel

Zhongyuansaurus werd een vijf meter lang en was een gepantserde planteneter. De snuit is vrij spits met in bovenaanzicht wat bolle zijranden. Eigenaardigheden van het fossiel zijn dat de beennaden van de schedel nog duidelijk zichtbaar zijn en dat het staartuiteinde wel de verstijfde steel van een staartknots heeft, in de vorm van verkorte en overlappende wervels, maar niet de knots zelf. Die laatste was of geheel afwezig of is er bij het holotype afgevallen. De osteodermen op de kop zijn klein, ruw van textuur en onregelmatig, zonder duidelijk afgebakende caputegulae te vormen.
Volgens Xu stak er op de snuit een pijlvormige osteoderm naar voren als een neushoorn, volgens Arbour was dat een foute interpretatie van een losgeraakte pantserplaat.
In 2025 werd een unieke combinatie van onderscheidende kenmerken vastgesteld waarin het geslacht als zodanig verschilt van alle andere ankylosauriërs. De schedel heeft een gerimpeld oppervlak en de ornamentering is onregelmatig, niet verdeeld in duidelijke caputegulae. De bovenzijde van de praemaxilla heeft een lengtegroeve net als bij Shamosaurus. De hoorn van het squamosum is korter en meer afgerond dan bij Crichtonpelta. In zijaanzicht is het profiel van de snuit recht, niet gewelfd als bij Shamosaurus en Gobisaurus. De lengte van de tandrij beslaat 31,7% van de totale schedellengte, korter dan bij Shamosaurus en langer dan bij Gobisaurus.
Tegelijkertijd werden onderscheidende kenmerken bepaald van Zhongyuansaurus junchangi. Een ervan is een autapomorfie, een unieke afgeleide eigenschap. Op de staart ligt een rij van minstens drie (vijf volgens de abstract) osteodermen die elkaar overlappen en samen een zwaluwstaartvormig profiel hebben.
Daarnaast is er een unieke combinatie van op zich niet unieke kenmerken. De onderkaak is slank. De voorkant van het coronoïde strekt zich uit over een lengte van minstens twee tandkassen. De achterste staartwervels vormen een staaf die bedekt is met kleine osteodermen; dit is een verschil met Zhongyuansaurus luoyangensis. De omtrek van de schacht van het opperarmbeen bedraagt 46% van de lengte van de humerus.

## Fylogenie
Zhongyuansaurus werd eerst in de Nodosauridae geplaatst wegen het ontbreken van een staartknots. In 2008 werd door een studie van Kenneth Carpenter duidelijk dat het om een lid ging van de Shamosaurinae, een basale groep Ankylosauridae die wellicht nog geen staartknots hadden.